# あしあと/結晶
「あしあと/結晶」は、Clairの2作目のシングル。2006年2月1日にavex traxから発売された。

## 概要
- 前作「SHOOTING STAR」から約2年ぶりのリリースである。
- Clairの両A面シングルである。
- テレビアニメ『ロックマンエグゼBEAST』のエンディングテーマとパチンコ『花満開煌』のイメージソングが収録されている。

## 収録曲
1. あしあと
作詞：Clair / 作曲：Marty Friedman / 編曲：木本靖夫
テレビアニメ『ロックマンエグゼBEAST』エンディングテーマ
2. 結晶
作詞：Clair、藤本コウジ / 作曲：藤本コウジ / 編曲：Nick Jefferson
パチンコ『花満開煌』イメージソング
3. あしあと（INSTRUMENTAL）
4. 結晶（INSTRUMENTAL）